# Шацька Ніна Сергіївна
Ніна Сергіївна Шацька (16 березня 1940 , Москва  — 23 травня 2021 , Москва ) — радянська і російська актриса театру і кіно; заслужена артистка Росії (2008).

## Біографія
Народилася Ніна Шацька 16 березня 1940 року в Москві. У 1963 році закінчила Державний інститут театрального мистецтва. У 1964—1993 роках була актрисою Театру на Таганці, з 1993 року до кінця життя — Співдружності акторів Таганки. З 2003 по 2011 рік грала в театрі «Школа сучасної п'єси».
Померла 23 травня 2021 року в Москві після важкої і тривалої хвороби. Причиною смерті став коронавірус. Прощання та відспівування пройшли в ритуальному залі Центральної клінічної лікарні 27 травня, після чого актрису було поховано на Троєкурівському кладовищі.

## Особисте життя
- Перший чоловік (1963—1977) — Валерій Золотухін (1941—2013), актор.

- Син — Денис (нар.. 1969), священик.

- Другий чоловік (1982—2003) — Леонід Філатов (1946—2003), актор.

## Творчість

### Ролі в театрі
- «Бережіть ваші обличчя».
- «Володимир Висоцький», варіант 1981 року.
- «Десять днів, які потрясли світ». (Шансоньетка)
- «Добра людина з Сезуана», редакція 1964 року. (Племінниця)
- «Життя Галілея». (дама)
- «Бенкет під час чуми»" (Клотільда)
- «Послухайте»!
- «А зорі тут тихі». (Женя Комелькова)
- «Злочин і кара»" (Дуня)
- «Тартюф», редакція 1968 року. (Маріана)
- "Товариш, вір … " (за М. М. Гончарову)
- «Година пік». (Зося)
- «Що робити»? (Наречена всіх наречених)
- «Майстер і Маргарита». (Маргарита)

### Фільмографія
| Рік  |    | Назва                                          | Роль                                         |    |
| ---- | -- | ---------------------------------------------- | -------------------------------------------- | -- |
| 1962 | ф  | Колеги                                         | Інна                                         | ру |
| 1964 | ф  | Ласкаво просимо, або Стороннім вхід заборонено | піонервожата                                 | ру |
| 1965 | ф  | Надзвичайне доручення                          | Оля                                          | ру |
| 1966 | ф  | Саша-Сашенька                                  | Ромашина                                     | ру |
| 1968 | ф  | Білий рояль                                    | Алла Сергіївна Арсеньєва                     | ру |
| 1971 | ф  | Передчасна людина                              | Ніна Аркадіївна                              | ру |
| 1974 | ф  | Контрабанда                                    | співачка                                     | ру |
| 1981 | ф  | Лісова пісня. Мавка                            | Русалка                                      | ру |
| 1982 | тф | Час для роздумів                               | Олена                                        | ру |
| 1982 | ф  | Інспектор Лосєв                                | Елеонора Михайлівна                          | ру |
| 1987 | ф  | Візит до Мінотавра                             | Алла Георгіївна                              | ру |
| 1990 | ф  | Сукині діти                                    | Олена Костянтинівна Гвозділова               | ру |
| 2013 | с  | Привид у кривому дзеркалі                      | Ольга Федорівна Шестакова                    | ру |
| 2014 | с  | Карпов. Сезон третій                           | сусідка Алли (25-а серія «Небезпечне відео») | ру |
| 2015 | ф  | Ну і Новий рік!                                | Директор                                     | ру |
| 2017 | тф | Кожному своє                                   | Зоя Федорівна                                | ру |
| 2017 | с  | Не в грошах щастя                              | Зоя Василівна                                | ру |

## Примітка
1. ↑  Person Profile // Internet Movie Database — 1990.
2. ↑  Умерла актриса Нина Шацкая [Архівовано 23 травня 2021 у Wayback Machine.] // Газета.ru / www.gazeta.ru
3. ↑  Названа причина смерти вдовы Филатова актрисы Нины Шацкой. Заслуженной артистки России не стало на 82-м году жизни // Пятый канал / www/.5-tv.ru
4. ↑  Умерла актриса Нина Шацкая [Архівовано 24 травня 2021 у Wayback Machine.] // ТАСС / tass.ru
5. ↑  СМИ назвало причину смерти актрисы Нины Шацкой. Архів оригіналу за 24 травня 2021. Процитовано 27 травня 2021.
6. ↑  Названа причина смерти заслуженной артистки России Нины Шацкой. Архів оригіналу за 24 травня 2021. Процитовано 27 травня 2021.
7. ↑  Похороны Нины Шацкой: актриса будет покоиться рядом с Качаном и Багдасаровым [Архівовано 27 травня 2021 у Wayback Machine.] // Комсомольская правда / kp.ru